# Неокастро
Неокастро (грч. Νεόκαστρο) је насељено место у општини Даутбал у периферији Средишња Македонија, Грчка. Према попису из 2021. године било је 430 становника.
Неокастро се води као посебно насеље од 2013. године.